# Dyrlæge
 Denne artikel omhandler overvejende eller alene danske forhold. Hjælp gerne med at gøre artiklen mere almen.
En dyrlæge eller en veterinær (cand.med.vet.) er en akademiker, der har bestået embedseksamen i veterinærmedicin.
Omkring 40 procent af alle dyrlæger i Danmark arbejder som privatpraktiserende dyrlæger enten med egen dyreklinik eller ansat på en dyreklinik, et dyrehospital eller lignende. Derudover er 40 procent offentligt ansatte. De resterende 20 procent er hovedsageligt beskæftiget inden for lægemiddel- og fodermiddelindustrien.
Dyrlæger er samlet i fagforeningen Den Danske Dyrlægeforening.

## Uddannelsen til dyrlæge
Uddannelsen til dyrlæge er en lang videregående uddannelse (LVU), der i Danmark doceres på Det Sundhedsvidenskabelige Fakultet ved Københavns Universitet. Hvert år optages omkring 180 nye veterinærstuderende (stud.med.vet.) på uddannelsen, hvoraf omkring 15 procent er mænd og 85 procent kvinder.
Dyrlægeuddannelsen varer i alt 5½ år og består af to deluddannelser:
- 3-årig bacheloruddannelse, som fører frem til titlen B.Sc.med.vet., bachelor i veterinærmedicin (på engelsk: Bachelor of Science in Veterinary Medicine)
- 2½-årig kandidatuddannelse, som fører frem til titlen cand.med.vet., kandidat i veterinærmedicin (på engelsk: Doctor of Veterinary Medicine)

Efter bestået kandidateksamen og aflæggelse af dyrlægeløftet skal man ansøge Fødevaredirektoratet om at få tildelt autorisation til at virke som dyrlæge. Det er et krav, at man behersker enten dansk, svensk eller norsk for at kunne opnå autorisation som dyrlæge i Danmark. 
Dyrlægen har efter kandidatuddannelsen mulighed for at læse videre på den 3-årige ph.d.-forskeruddannelse.
Forkortelsernes betydning: 
"Cand.med." (candidatus/candidata medicinae) er betegnelsen for en person, der har bestået medicinsk embedseksamen og dermed er indehaver af en kandidatgrad i lægevidenskab. Uddannelsen er en forudsætning for at blive læge.
"vet." Veterinarius/ veterinariae/ veterinarii, kommer af latin og er betegnelsen for de soldater i den romerske hær, som sammen med pecuarius/ pequarius drog omsorg for, fodrede og passede de mange dyr der var tilknyttet hæren.

## Uddannelsen til fagdyrlæge
Færdiguddannede dyrlæger har mulighed for at læse videre til fagdyrlæge, som er en 2-årig videreuddannelse, hvor man specialiserer sig inden for et af følgende områder:
- Fagdyrlæge i kvægproduktion og kvægsygdomme
- Fagdyrlæge i levnedsmiddel- og miljøhygiejne
- Fagdyrlæge i pelsproduktion og pelsdyrsygdomme
- Fagdyrlæge i svineproduktion og svinesygdomme
- Fagdyrlæge i sygdomme hos heste
- Fagdyrlæge i sygdomme hos hunde og katte

Uddannelsen til fagdyrlæge foregår hos Den Danske Dyrlægeforening og består af teoretisk undervisning, hjemmeopgaver og udarbejdelse af et hovedprojekt inde for det valgte område.

## Uddannelsen til specialdyrlæge
På baggrund af særlige kriterier har en færdiguddannet dyrlæge mulighed for gennem kurser, arbejde, projekter m.m. at kvalificere sig til at få tildelt titlen specialdyrlæge af Ministeriet for Fødevarer, Landbrug og Fiskeri inden for et af følgende veterinære specialer:
- Specialdyrlæge i adfærd hos dyr
- Specialdyrlæge i anæstesiologi: anæstesidyrlæge
- Specialdyrlæge i dermato-otologi (hud- og øresygdomme) hos hunde og katte
- Specialdyrlæge i dermatologi: huddyrlæge
- Specialdyrlæge i diagnostisk radiologi (røntgenundersøgelse)
- Specialdyrlæge i fiskesygdomme
- Specialdyrlæge i immunologi og allergologi
- Specialdyrlæge i odontologi: tanddyrlæge
- Specialdyrlæge i oftalmologi (øjensygdomme) hos hunde og katte: øjendyrlæge
- Specialdyrlæge i ortopædi (bevægelsessystemets sygdomme) hos heste
- Specialdyrlæge i pelsdyrssygdomme
- Specialdyrlæge i reproduktion hos heste
- Specialdyrlæge i reproduktion hos kvæg
- Specialdyrlæge i reproduktion hos svin
- Specialdyrlæge i veterinær samfundsmedicin

## Doktorgrad i veterinærmedicin
Den højeste akademiske grad, som dyrlæger – herunder fagdyrlæger og specialdyrlæger – kan opnå, er doktorgraden i veterinærmedicin dr.med.vet. (doktor i veterinærmedicin, på latin doctor medicinae veterinariae). Doktorgraden uddeles ved Københavns Universitet.